# Aranypettyes bábrabló
Az aranypettyes bábrabló (Calosoma auropunctatum) a rovarok (Insecta) osztályába, bogarak (Coleoptera) rendjébe és futrinkafélék (Carabidae) családjába tartozó nagyméretű faj.
Magyarországon védett, természetvédelmi értéke 5000 Ft.

## Elterjedése
Nyugat- és Délnyugat-Európából hiányzik, ezt leszámítva kelet felé egészen Nyugat-Kínáig és Mongóliáig elterjedt.
Magyarországon elsősorban az Alföldön, illetve a dombvidékek kötöttebb talajú, fátlan területein, illetve mezőgazdasági területeken, parlagokon él.

## Megjelenése
Testhossza 21-30 mm, színe barnásfekete, mindkét szárnyfedőjén 3-3, párhuzamos sorban elhelyezkedő aranyszínű gödröcske található. Hártyás szárnya jól fejlett, repülni is képes vele.

## Életmódja
Ragadozó életmódot folytat, általában éjszaka jár táplálék után, lárvákat, hernyókat és egyéb puhatestű gerincteleneket zsákmányol. Jól fejlett hártyás szárnyaival éjjelenként gyakran repül fényforrások felé is. A forró nappalokat általában szénakazlak alatt, illetve más védett helyen elrejtőzve tölti.
Az imágóval júniustól augusztusig találkozhatunk.

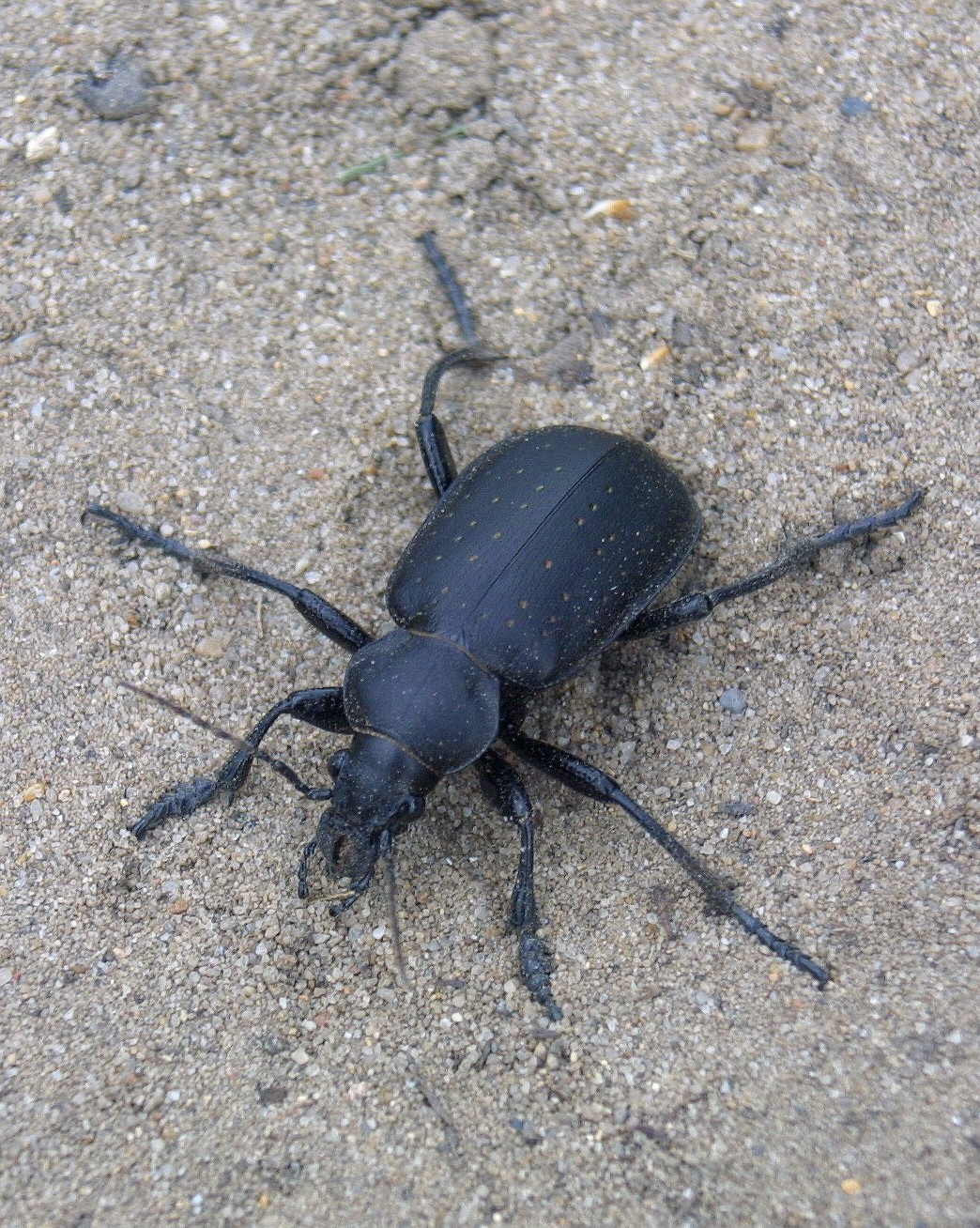
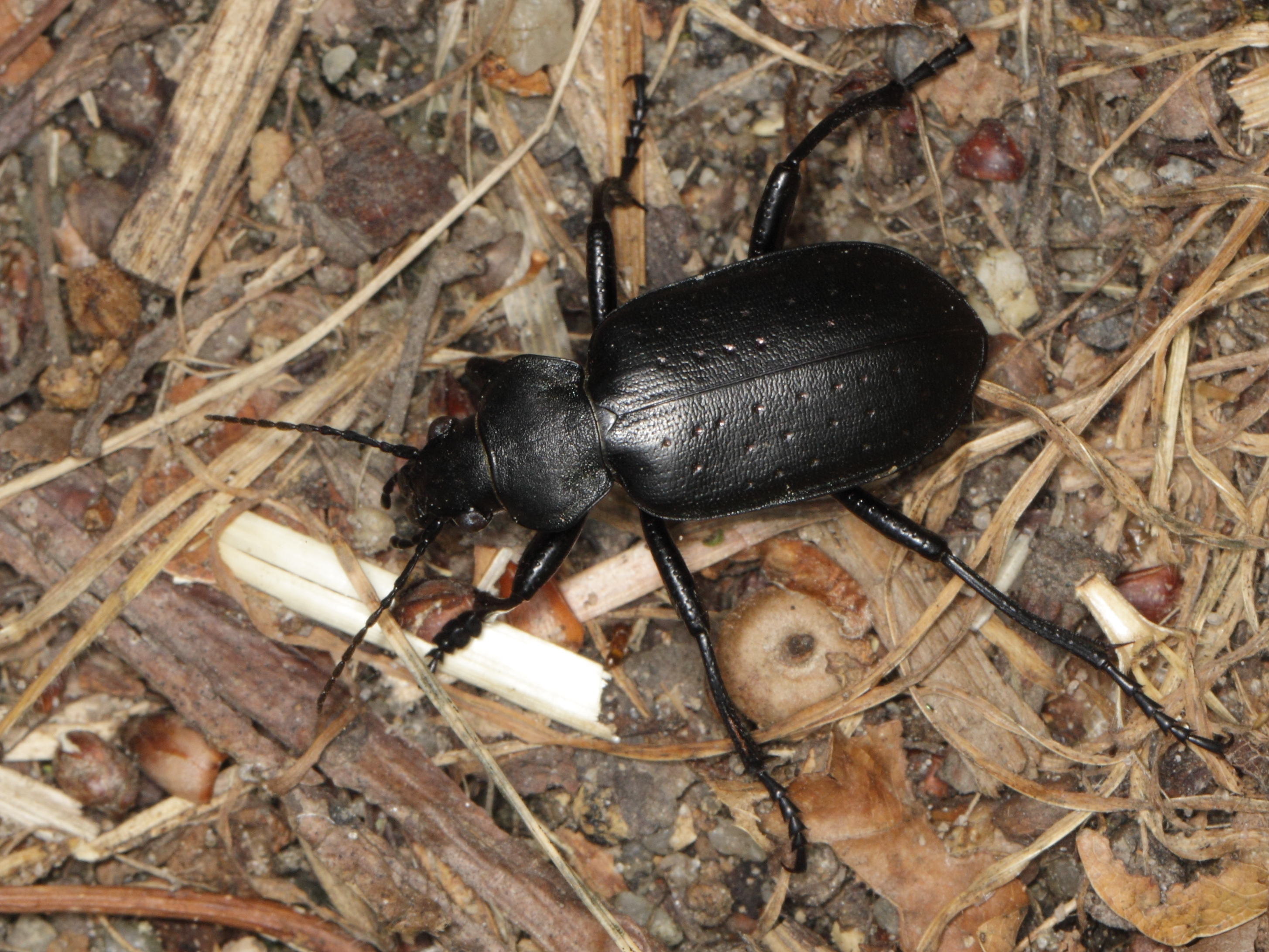
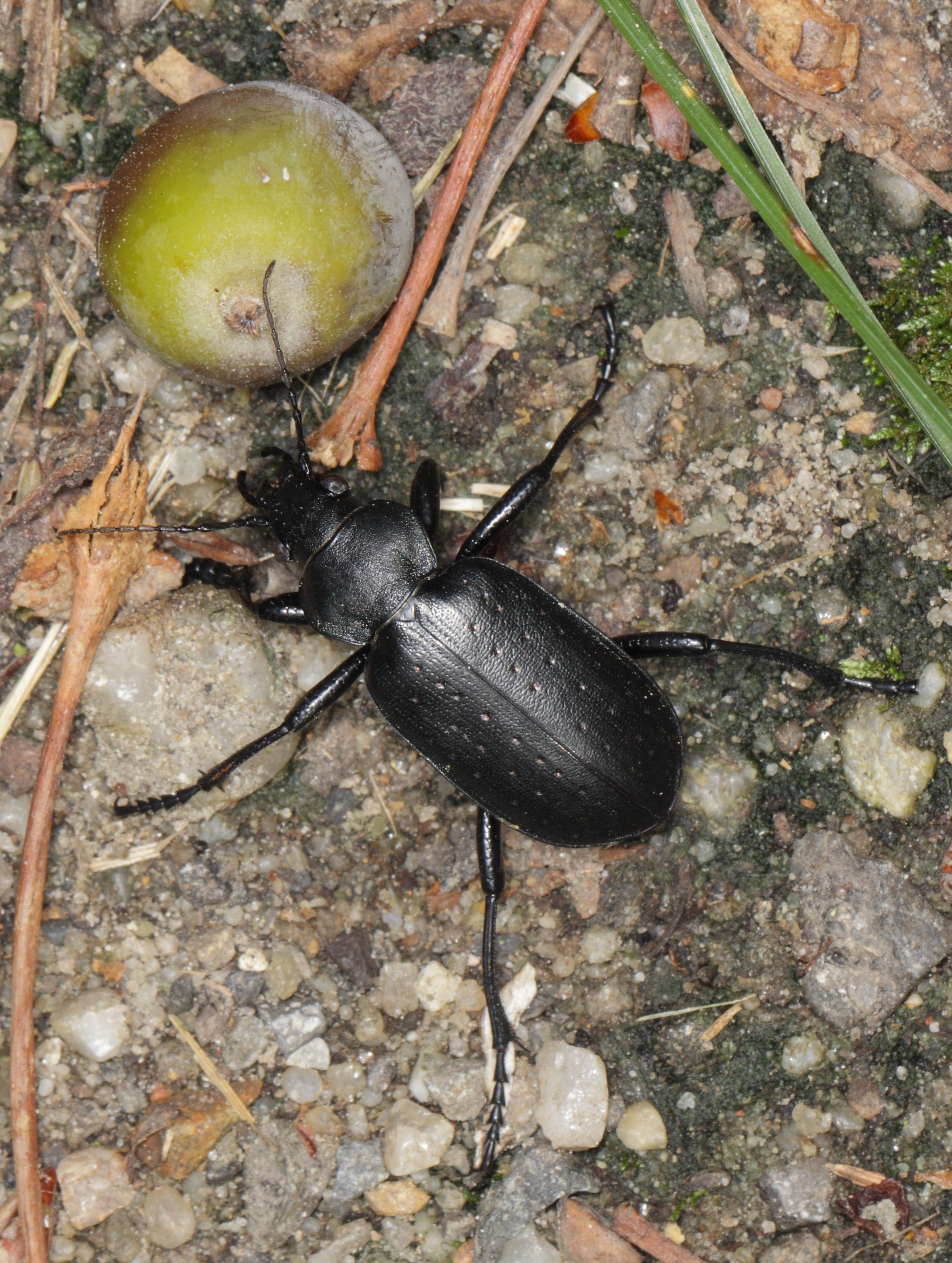